# Albert Tavhelidze
Albert Tavhelidze (n. 16 decembrie 1930, Tbilisi, Republica Sovietică Socialistă Gruzină – d. 27 februarie 2010, Moscova, Rusia) a fost un fizician de vază sovietic, de origine gruzină, academician al Academiei de științe din URSS ( din 1990), Președinte al Academiei de științe din Georgia ( 1986- 2005), fost membru PCUS.

## Biografie
Tavhelidze provine dintr-o familie cu tradiții mari culturale și științifice din Tbilisi, înrudit cu matematicianul Il'ia Vekua.In anul 1948 a absolvit școala medie la Tbilisi, in anul 1953 - Universitatea de stat de la Tbilisi la specialitatea " fizică teoretică", iar în anul 1956 a absolvit doctorantura Institutului de matematica al Academiei de științe din URSS sub conducerea academicianului Nicolai Bogoliubov cu o teză intitulată " Generare de pioni pe nucleoni, asistata de fotoni".
Din anul 1956 lucrează la Institutul unificat de cercetări nucleare din Dubna ca sef de sector, iar în anul 1963 a susținut teza de doctor habilitat cu subiectul " Metoda cvazipotentiala in teoria cuantică a campului".
Ulterior, in anii 1965- 1971 a lucrat la Institutul de fizică teoretică de la Kyiv ( Ucraina) și la Institutul de fizică a energiilor înalte de la Protvino, din regiunea Moscova.
In anul 1967 a fost ales membru- corespondent al Academiei de științe din Georgia.
In anul 1971 a condus un sector la Institutul de matematica al Academiei de științe din Georgia, iar din 1974 este ales academician al Academiei de științe din Georgia.In anul 1970 a întemeiat Institutul de cercetări nucleare din Moscova, pe care l- a condus până în 1986,  fiind concomitent membru al Consiliului științific al Institutului unificat de cercetări nucleare de la Dubna.
In anii 1970 a fost și profesor la  Universitatea din Moscova.

## Preocupări științifice
Preocupările principale s- au axat pe teoria cuantică a campurilor: Relatii de dispersie in teoria cuantică a campurilor,  Metoda cuazipotentialului, producție de fotoni in procese nucleare, fizică nucleară, elemente de cromodinamica cuantică. 

## Coautori, discipoli
- Profesor la Universitatea din Moscova V. Fedianin
- Academician al Academiei de științe din URSS Anatolie Logunov
- Academician al Academiei de științe din Rusia Victor Matveev
- Boris Struminskii
- Nikolai Krasnikov
- Academician al Academiei din științe din Rusia Vladimir Kadyshevskii
- Constantin Cetirchin
- Ivan Todorov
- Profesor la Universitatea Lomonosov, V. Fedianin
- Boris Arbuzov
- Oleg Hrustalev
- Samoil Bilenki
- Nguien Van Hieu

s.a.

## Distincții
- Decorat cu Ordinul Steagul Roșu al Muncii. (1971)
- Premiul Lenin, (1988), pentru culoarea și determinarea structurii cuarci a particulelor elementare și a nucleelor atomice.

## Discipoli
- Victor Matveev
- Valeri Rubakov

## Despre
- Iuri Hramov, Fiziki, Moscova, ed. Nauka, 1983